# ريان مور
ريان مور (بالإنجليزية: Ryan Moore)‏ (23 أغسطس 1986 بكين في الولايات المتحدة - ) هو لاعب كرة قدم أمريكي في مركز الوسط. لعب مع AC St. Louis ‏ وSeacoast United Phantoms ‏ وQueen City FC ‏.

## وصلات خارجية
- ريان مور على موقع قاعدة بيانات كرة القدم.إي يو (الإنجليزية)